# Ludwig Wilhelm Schaufuß

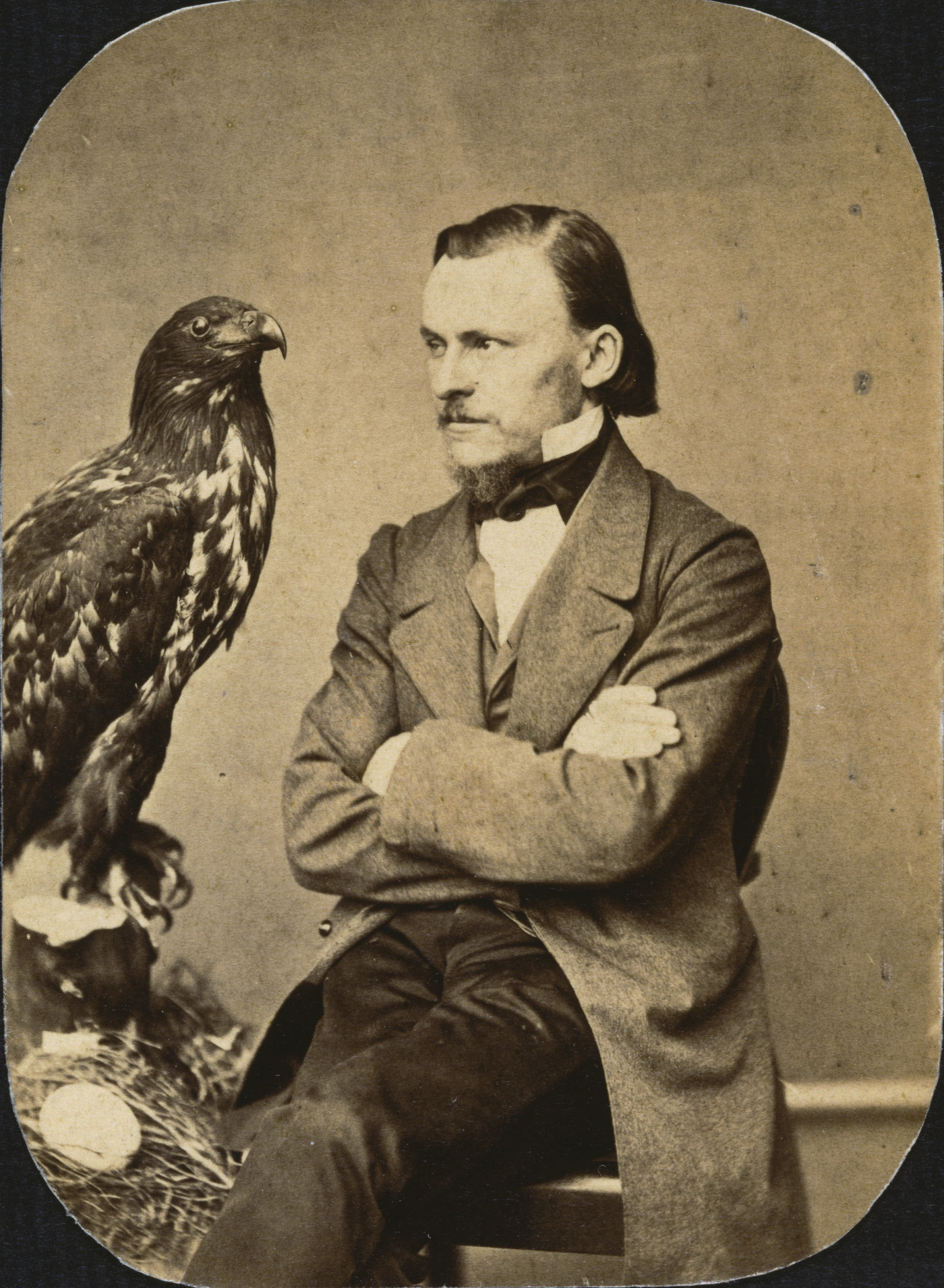
Schaufuß Ende der 1860er Jahre als Mitglied von „Isis, Gesellschaft für Naturkunde“

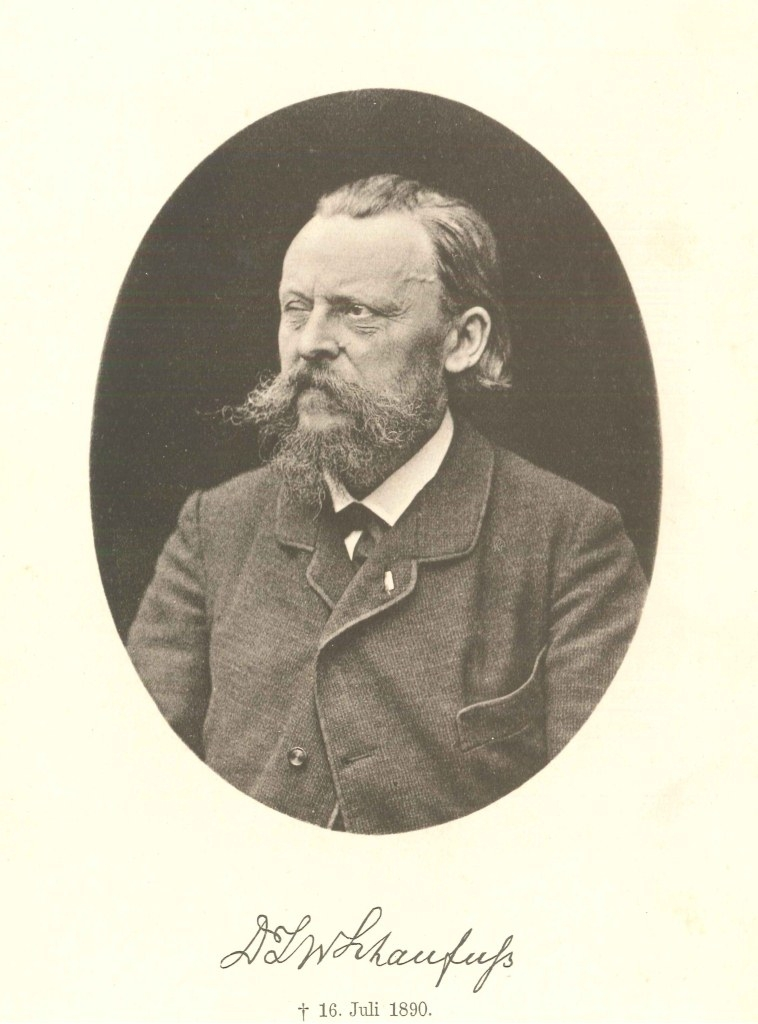
Ludwig Wilhelm Schaufuß

Ludwig Wilhelm Schaufuß (* 24. August 1833 in Greiz; † 16. Juli 1890 in Dresden) war ein autodidaktisch gebildeter deutscher Naturwissenschaftler. Er war als Forscher vor allem in der Zoologie (Entomologie) tätig und entdeckte unter anderem unbekannte Insekten. Er beherrschte die Taxidermie und verkaufte mit seiner Ehefrau weltweit Tierpräparate sowie Lehrmittel.

## Leben und Forschung
Schaufuß verlor als Vierjähriger bei einem Unfall sein rechtes Auge. Sein Vater, Karl Friedrich Schaufuß, geboren am 13. Juli 1802, ein wohlhabender Fabrikant, verlor infolge missglückter amerikanischer Geschäfte sein Vermögen und nahm daraufhin kaufmännische Stellungen erst in Leipzig, und dann in Dresden an. Ludwig Wilhelm Schaufuß besuchte in Leipzig die Erste Bürgerschule und kam nach vollendeter Schulzeit in die Farben- und Drogenhandlung von Christian Abecken in Dresden in die Lehre. Er lernte die lateinische, französische, italienische und spanische Sprache und sprach diese ausgezeichnet.
Sein Interesse für Conchylien führte Schaufuß mit dem Präparator Oskar Klocke zusammen, der in der Dresdner Moritzstraße, in der auch die Abeckensche Drogerie lag, eine „Naturalienhandlung“ besaß, d. h. einen Handel mit Insekten, Schnecken, Muscheln und anderen konservierten Tieren, mit Steinen und ethnographischen Gegenständen betrieb. Die Freundschaft mit Klocke führte dazu, dass Schaufuß 1857 gegen Zahlung von 1600 Talern als Teilhaber in das Geschäft eintrat. Als Klocke noch im selben Jahr starb, erwarb Schaufuß die sächsische Staatsangehörigkeit und führte das Geschäft unter dem Firmennamen „L.W. Schaufuß sonst E. Klocke“ allein weiter.
Schaufuß wurde als Händler sehr erfolgreich und versorgte Universitäten ebenso wie Zoologen und private Sammler aus aller Welt, die bei ihm alles erhalten konnten, was sie suchten, vom Flohkrebs bis zur ausgestopften Seekuh und vom winzigsten Käfer bis zum Elefantenskelett. Der Leipziger Ordinarius Rudolf Leuckart prägte damals den Satz: „Wenn es Schaufuß nicht beschaffen kann, dann ist es nicht zu beschaffen.“
Im Auftrag des Sächsischen Kultusministeriums stellte er 1873 für die Wiener Weltausstellung drei später prämierte Lehrmittelsammlungen zusammen.
Schaufuß arbeitete neben dem Handel auch als Forscher und wirkte aktiv in der Dresdner „Naturforschenden Gesellschaft Isis“, die Ende der fünfziger und Anfang der sechziger Jahre des 19. Jahrhunderts unter Ludwig Reichenbach ihre Blütezeit erlebte, mit, und unternahm mehrere (Forschungs-)Reisen.
Auf diesen Reisen entdeckte er bis dahin unbekannte Höhlenkäfer der Gattung Anophthalmus, Sporen, Bathyscien, die winzige Höhlenschnecke Zospeum schaufussi und andere. Neben einer ornithologischen Arbeit entstand 1861 die erste entomologische Arbeit.
Die Monographie der Laufkäfergattung Sphodrus, die Schaufuß 1864 veröffentlichte, verwickelte ihn in Meinungsverschiedenheiten über den Artbegriff mit dem Berliner Universitätsprofessor Hermann Rudolf Schaum. Er publizierte daraufhin einen polemischen Offenen Brief an alle Entomologen: Dictator Schaum, der ihn im Kreis der Entomologen bekannt machte. Die heftige Fehde zwischen ihm und Schaum wurde noch jahrelang fortgeführt und auf beiden Seiten durch weitere Fachautoren unterstützt.
Die Auseinandersetzung mit Schaum und die daraus resultierende Lagerbildung führte dazu, dass Schaufuß einer der Mittelpunkte der coleopterologischen Kreise wurde. 1865 wurde er Mitglied der kaiserlichen Leopoldino-Carolinischen deutschen Akademie der Naturforscher, in deren Akten 1866 seine zweite umfangreiche Arbeit, die Monographie der Scydmaeniden Zentral- und Südafrikas erschien, die ihm auch den brasilianischen Rosenritterorden eintrug. 1866 erhielt Schaufuß von der Leipziger Universität den akademischen Grad eines Doctor philosophiae et magister lib. art., obwohl er weder Matura gemacht noch studiert hatte.
Es folgte eine Reihe vorwiegend insektenkundlicher Schriften, die zum Teil in der von Schaufuß herausgegebenen Zeitschrift, Nunquam otiosus, hauptsächlich aber in den Veröffentlichungen wissenschaftlicher Gesellschaften erschienen. Nunquam otiosus ließ Schaufuß anfangs in seinem Haus durch einen botanisch interessierten, von ihm angestellten Buchdrucker mit einer Handpresse drucken. Im Ganzen erschienen drei Bände: 1870, 1872/1873, 1879/1889.
Im 2. Band des Nunquam befindet sich die erste Beschreibung exotischer Pselaphinae . Schaufuß’ Molluscorum systema (1869) wurde Grundlage vieler Sammlungen.
Ein weiteres Beschäftigungsgebiet Schaufuß' war die altitalienische Malerei, insbesondere die von Correggio und Giorgione.

## Museum „Ludwig Salvator“

Schaufußstraße in Dresden, benannt nach Ludwig Wilhelm Schaufuß, Gründer des Museums „Ludwig Salvator“

Von Anfang an verfolgte Schaufuß den Gedanken, seine Sammlungen der Öffentlichkeit als Museum zugänglich zu machen. Schon 1861 bot er sein gesamtes Material (60–80.000 Objekte, darunter 50–70.000 Insekten, 2000 Vögel aller Gegenden, 100 Skelette und Schädel, 400 Amphibien in Spiritus und so weiter) der Fürstin-Regentin Caroline Reuß ä. L. unter der Bedingung an, dass ein passendes Gebäude zur Verfügung gestellt oder errichtet werde.
Als Gegenleistung forderte er die Verzinsung des Wertes seiner Sammlung während seiner und seiner Frau Lebzeiten (800 bis 1000 Reichstaler pro Jahr), Verbleib der Sammlung unter seiner Direktion gegen billige Honorierung und Anstellung eines Konservators (200–300 Reichstaler im Jahr). Er verpflichtete sich im Gegenzug, sich zehn Monate im Jahr vor Ort der Sammlung zu widmen. Doch durch diese hohen Herstellungs- und Unterhaltungskosten kam es nicht dazu.
Später plante Schaufuß, gemeinsam mit seinem kalifornischen Freund und Reisebegleiter Sam H. Branan, das Museum in Amerika zu verwirklichen. Auch dieser Plan scheiterte. Schließlich errichtete er auf eigene Kosten in Oberblasewitz bei Dresden nach Plänen des Dresdner Baurats Ernst Giese ein Gebäude, das er zu Ehren des Balearenforschers Erzherzog Ludwig Salvator von Österreich „Museum Ludwig Salvator“ nannte.
Das Museum umfasste außer naturhistorischen und ethnographischen Gegenständen auch eine umfangreiche Gemäldesammlung.
Schaufuß hatte jedoch seine finanziellen Hilfsmittel überschätzt und die Anlage des Tolkewitzer Friedhofes versperrte sämtliche Zufahrtsstraßen. Wiederholte Versuche, das Museum zu verlegen, scheiterten.
Schaufuß verlor durch die Errichtung des Museums den größten Teil seines Vermögens. Enttäuscht und auch krank übergab er das neben dem Museum weitergeführte Naturaliengeschäft 1884 seinem Sohn Camillo (* 22. Februar 1862).
Mit dem Wiederaufblühen der Firma „L.W. Schaufuß“ begann auch seine entomologische Tätigkeit wieder. Vom Rest seines Vermögens erwarb er in den Spaarbergen (Meißen) ein Weinbergsgrundstück und widmete sich dort der Koleopterologie. Dass sein Sohn, der inzwischen die Naturalienhandlung nach Meißen verlegt hatte, dort auch das Museum Ludwig Salvator in städtischen Räumen wenigstens teilweise wieder errichtete, erlebte er noch mit. Im Dezember 1889 von der damals herrschenden Grippeepidemie erfasst, starb er am 16. Juli 1890 im Krankenhaus in Dresden und wurde in Dresden beerdigt.

## Leistungen
Schaufuß war Autodidakt, der aus einem praktischen Beruf ins wissenschaftliche Leben hinüberwechselte und unter den Experten seiner Zeit – teilweise erst nach seinem Tod – überregionale Anerkennung erlangte. Die „Berliner Entomologische Zeitschrift“ brachte in ihrem 36. Band, S. 213 als Einleitung zu einem Nekrolog für Schaufuß folgenden Satz: Wenn der Berliner Entomologische Verein seinen Mitgliedern das Bild und eine Lebensskizze des verstorbenen Zoologen Schaufuß bietet, so soll damit dem Toten eine Genugthuung werden; die Genugthuung, dass seine Verdienste um unsere Fachwissenschaft von der Stelle aus erkannt werden, von welcher ihm in früheren Jahren ja bekanntlich manche schwere Stunde bereitet worden ist. Auf zahlreichen, auch internationalen Reisen studierte er Sammlungen, trat in persönlichen Verkehr mit bekannten Entomologen und wurde Mitglied zahlreicher entomologischer Gesellschaften.
Allein in der Ausbeute seiner Portugal- und Balearen-Reise 1872 entdeckte und klassifizierte er 125 bisher unbekannte Käfer, eine neue Ameise, eine neue Schabe, 4 Krebstiere, 3 Weichtiere und 36 Spinnentiere. Innerhalb der entomologischen Welt, zu der für ihn nicht nur Käfer, sondern andere Ordnungen gehörten, soll er über 1000 Arten als neu der Wissenschaft zugeführt haben.
Schaufuß' Wirken galt nicht ausschließlich der Entomologie. Er schrieb mehrfach über Vögel, beschrieb eine neue Schimpansen-Varietät und mehrere Muscheln, auch beschäftigte er sich mit Ausgrabungen prähistorischer Überreste und schriftstellerte darüber. Er übernahm auch die Bearbeitung von Funden seiner Kollegen. So sandte ihm Edmund Reitter eine Anzahl Bernsteinkäfer-Einschlüsse aus der Helmschen Sammlung des Danziger Provinzialmuseums. Die beiden daraus entstandenen Monographien der Bernstein-Pselaphiden und -Scydmaeniden sowie verschiedene andere Aufsätze wurden sehr gelobt.
1884 gründete Schaufuß die „Insekten-Börse“, ein Anzeigenblatt für Entomologen, das weite Verbreitung fand. Da Schaufuß die Redaktion selbst übernahm, fand er Gelegenheit, Angriffen seiner Gegner dadurch wirksam zu begegnen. Aus dem Blatt entwickelte später sein Sohn das „Entomologische Wochenblatt“, das wiederum in die „Entomologische Rundschau“ umgewandelt und von Adalbert Seitz weitergeführt wurde.
Im bürgerlichen Leben war Schaufuß 25 Jahre lang Mitglied des Verwaltungsrates des Dresdner Gewerbevereins und leitete 1871 sowie 1875 dessen große Ausstellungslotterien; er trat energisch für städtische Angelegenheiten ein und beteiligte sich an Auseinandersetzungen in der Presse.

## Namensgeber
Zahlreiche Käfer und eine Anzahl anderer Insekten erinnern in ihren Spezies-Namen an den Gelehrten: Aphaenogaster schaufussi und Crematogaster schaufussi unter den Ameisen, Meta schaufussi unter den Spinnen, Helix schaufussi und Zospeum schaufussi unter den Schnecken.
Selbst einer seiner Gegner benannte eine Gattung der Pselaphiden oder Tastkäfer Schaufussia.
Seine Frau Clara Isidore geb. Kämmel (* 29. August 1835 in Chemnitz als Tochter eines Kunst- und Musikalienhändlers) verewigte Schaufuß in zwei Käfernamen: Machaerites clarae und Bryaxis isidorae.

## Ehrungen und Mitgliedschaften

Urkunde 1877

- Verdienstmedaille Wiener Weltausstellung 1873 und weitere Auszeichnungen zu nationalen und internationalen Ausstellungen[7]
- Dr. phil. 1866 ohne Prüfung und Studium[7]
- Mitglied der Leopoldina (Zoologie) 1865[9]
- Brasilianischer Rosenritterorden 1866 (Ernennung zum Ritter)[7]
- Mitglied der Gesellschaft deutscher Naturforscher und Ärzte[7]
  - der internationalen Fachgesellschaften für Naturforscher Paris, Wien, St. Petersburg
  - der Gesellschaft Naturforscher Görlitz
  - der Gesellschaft Botanik und Zoologie Dresden

## Schriften (Auswahl)
- Monographie der Gattung Machaerites (Höhlenkäfer) 1863.
- Monographie der Laufkäfergattung 1864.
- Offenen Brief an alle Entomologen 1864.
- Monographie der Scydmaeniden Zentral- und Südafrikas 1866. doi:10.5962/bhl.title.5538
- Anzeigenblatt der Insektenbörse 1884.
- Nunquam otiosus. Zoologische Mittheilungen. Zeitschrift, eigener Verlag, Dresden 1870–1877.
- Monographien der Bernstein Pselaphiden 1870–1889.
- Zur Beurtheilung Der Gemälde Giorgione’s. Verlag C. Weiske, Dresden 1874. Neuausgabe: Nabu Press, 30. September 2011, ISBN 978-1-247-15148-9.
- Monographie der Scydmaeniden. Neuausgabe: Bibliobazaar, 4. Juni 2009, ISBN 978-1-110-87600-6.
- Monographie der Scydmaeniden Central- und Südamerikas. Neuausgabe: Book on Demand, 1. Januar 1865, Let Me Print, März 2012, ISBN 978-5-87322-350-3.
- Dictator Schaum: Ein offener Brief an alle Entomologen. H. Klemm, 1863, 11 Seiten.
- Molluscorum Systema Et Catalogus. System und Aufzählungen sämmtlicher Conchylien. O. Weiske, Dresden 1869, doi:10.5962/bhl.title.11873, Neuausgabe: Nabu Press, September 2011, ISBN 978-1-179-33029-7.
- Deutsche entomologische Zeitschrift (Hrsg.).